# San Miguel (Bohol)
Pour les articles homonymes, voir San Miguel.
San Miguel est une municipalité de la province de Bohol, aux Philippines.
La population était de 25 356 habitants en 2020.